# Elektromagnetické relé

Elektromagnetické relé - schematická značka relé s jedním přepínacím kontaktem. Svorky A1 a A2 jsou k cívce, svorka 11 bývá nazývana společnou (COM), svorka 12 rozpínací (NC) a svorka 14 spínací (NO).

Elektromagnetické relé je elektrotechnická součástka, která obsahuje elektromagneticky ovládané kontakty, fungující jako spínač. Bylo vynalezeno roku 1835 Josefem Henrym a původně bylo využíváno jako mechanický zesilovač na telegrafních linkách. Relé je důležitým funkčním prvkem v automatizovaných soustavách a řídících systémech. Jeho název pochází z přepřahacích stanic na kurýrních cestách. 
Funkci relé postupně přebírají obvody založené na polovodičích (SSR – Solid-State-Relay). Na rozdíl od polovodičů relé umožňuje galvanicky (elektricky) oddělit řídící a řízený obvod.

## Popis relé a činnosti

Animace funkce relé.

Relé se v základním provedení skládá z cívky (elektromagnetu) navinuté na jádru z měkkého feromagnetického materiálu. Magnetický obvod je uzavřen pohyblivou kotvou. Kotva je pružinou uváděna do klidové polohy a současně se opírá o pohyblivý kontakt. Po připojení cívky na elektrický zdroj vyvolá proud cívkou v magnetickém obvodu magnetický tok. Magnetický tok vyvolá přitažlivou sílu na kotvu, která přemůže sílu v pružině a překlopí kontakt. Po odpojení el. proudu se kotva a kontakt vrátí do předchozího, klidového stavu. Porovnáme-li klasické a polovodičové relé, zjistíme, že klasické relé mívá větší ovládací výkon, současně menší výkonové ztráty na pracovních kontaktech a obvykle zajišťuje izolační oddělení obvodů. Polovodičové mívá větší spínací rychlost.
Obvykle bývá ovládací výkon, potřebný k přitažení kotvy, mnohem menší než ovládaný výkon.

## Druhy relé
Technické potřeby si vyžádaly vývoj řady druhů relé. Relé je možno rozlišit podle jmenovité velikosti ovládacího napětí, velikosti jmenovitého proudu cívky, provedení magnetického obvodu (odpovídá druhu ovládací soustavy - stejnosměrný, střídavý), počtu ovládacích cívek, druhu ovládacího proudu (stejnosměrný, střídavý), počtu kontaktů, druhu kontaktů (spínací, rozpínací, přepínací, speciální), materiálů kontaktů, velikosti jmenovitých napětí kontaktů, velikosti jmenovitých proudů kontaktů, druhu proudu kontaktů (stejnosměrný, střídavý). Podle funkce můžeme rozlišit relé pomocná, regulační, se zpožděným přítahem, se zpožděným odpadem, kroková, polarizovaná (bistabilní), proudová, impulzní, kmitavá, programovatelná a další podle oblasti použití. Podle provedení jsou relé vestavná, s krytem, paticová a další. Relé pro ovládání spotřebičů velkých výkonů označujeme jako stykače. Přesná hranice mezi relé a stykačem není přesně definována.
Jako relé se často označují i složitější montážní bloky, obsahující kromě vlastního relé i další elektroniku, např. časovací relé, nadproudová relé, světelné relé (soumrakové stmívače), kmitočtově citlivé relé a další.
Pro aplikace kritické z hlediska bezpečnosti (například reléové zabezpečovací zařízení) byla zkonstruovaná speciální relé s definovaným chováním v případě poruchy.

### Jazýčkové relé

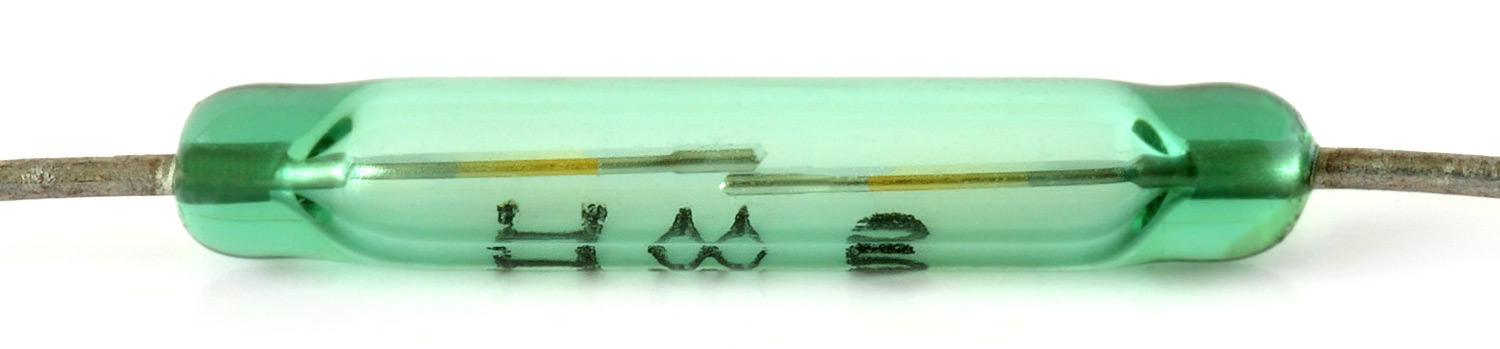
Jazýčkový kontakt

Jazýčková relé mívají jednodušší konstrukci a dosahují vysoký počet sepnutí a rozepnutí za sekundu. Magnetické pole působí přímo na jazýčkové kontakty (kontakty mohou být kvůli ochraně a miniaturizaci zataveny do skleněné trubičky). K sepnutí kontaktů dochází přiblížením permanentního magnetu nebo pomocí cívky. Jazýčkové kontakty jsou používány například ve sdělovací technice nebo jako čidla (například čidlo otevření dveří, okna).

## Uspořádání kontaktů
Následující zkratky jsou často používány v katalogových listech výrobců a lze podle nich relé filtrovat na stránkách prodejců:
- SPST – Single Pole Single Throw. Relé s jedním spínacím, nebo rozpínacím kontaktem.
- SPDT – Single Pole Double Throw. Relé s jedním přepínacím kontaktem.
- DPST – Double Pole Single Throw. Relé se dvěma spínacími, nebo rozpínacími kontakty.
- DPDT – Double Pole Double Throw. Relé se dvěma přepínacími kontakty.
- SPNO – Single Pole Normally Open, nebo SPST-NO. Jednopólový spínací kontakt - klidový stav rozepnuto, aktivní sepnuto.
- SPNC – Single Pole Normally Connected, nebo SPST-NC. Jednopólový rozpínací kontakt - klidový stav sepnuto, aktivní rozepnuto.
- DPNO – Double Pole Normally Open, nebo DPST-NO. Dvoupólový spínací kontakt - klidový stav rozepnuto, aktivní sepnuto.
- DPNC – Double Pole Normally Connected, nebo DPST-NC. Dvoupólový rozpínací kontakt - klidový stav sepnuto, aktivní rozepnuto.

Počet pólů může být označen i číselně. Např. 6PST-NO je relé se šesti spínacími kontakty.